# Хайме Фільйоль мол.
Хайме Фільйоль мол. (ісп. Jaime Fillol Jr.; нар. 3 листопада 1976) — колишній чилійський тенісист.
Найвищу одиночну позицію світового рейтингу — 861 місце досяг 6 серпня 2001, парну — 159 місце — 15 липня 2002 року.
Філлол, єдиний син відомого чилійського тенісиста Хайме-старшого, народився в Сантьяго, але раннє дитинство провів у Лос-Анджелесі. Його мати, Мінді Хагстром, американка. Пізніше він повернувся до Сполучених Штатів і грав у студентському тенісі в Міжнародному університеті Флориди.
Спеціаліст з парного тенісу, лівша, Філльоль виграв вісім титулів ITF Futures, один турнір ATP Challenger і був в основній сітці чотирьох турнірів ATP Tour протягом своєї кар'єри, а його найкращий парний рейтинг - 159 - був досягнутий у 2002 році.
Окрім батька, дядько (Альваро Фійоль) та племінник (Ніколас Жаррі) також виступали за Чилі в Кубку Девіса. Його шурин - колишній аргентинський гравець Мартін Родрігес

## Титули Челленджер/Ф'ючерс

### Парний розряд
| Легенда            |
| ------------------ |
| ATP Челленджер (1) |
| ITF Ф'ючерс (8)    |

| Ранг | Дата     | Турнір                              | Рівень     | Покриття | Партнер               | Суперники                                | Рахунок          |
| ---- | -------- | ----------------------------------- | ---------- | -------- | --------------------- | ---------------------------------------- | ---------------- |
| 1.   | Жов 1999 | Болівія F2, Кочабамба               | Ф'ючерс    | Ґрунт    | Адріан Гарсія         | Родріго Пена Серхіо Ройтман              | 6–3, 4–6, 6–3    |
| 2.   | Жов 1999 | Парагвай F2, Асунсьйон              | Ф'ючерс    | Ґрунт    | Адріан Гарсія         | Даніель Карассіоло Гергей Кішдєрдь       | 4–6, 6–0, 6–1    |
| 3.   | Лис 1999 | Чилі F3, Вальпараїсо                | Ф'ючерс    | Ґрунт    | Адріан Гарсія         | Даніель Карассіоло Луїс Ормасабаль       | 6–3, 2–6, 6–4    |
| 4.   | Гру 1999 | Чилі F6, Сантьяго                   | Ф'ючерс    | Ґрунт    | Адріан Гарсія         | Даніель Карассіоло Ігнасіо Гонсалес Кінґ | w/o              |
| 5.   | Чер 2000 | Канада F2, Монреаль                 | Ф'ючерс    | Тверде   | Майкл Джессап         | Марді Фіш Бо Годж                        | 6–3, 6–0         |
| 6.   | Вер 2000 | Болівія F1, Ла-Пас                  | Ф'ючерс    | Ґрунт    | Мігель Міранда        | Патрісіо Аркес Ігнасіо Гонсалес Кінґ     | 6–3, 6–4         |
| 7.   | Лис 2000 | Чилі F7, Вальпараїсо                | Ф'ючерс    | Ґрунт    | Ігнасіо Гонсалес Кінґ | Марсіу Карлссон Рікарду Шлахтер          | 6–4, 6–7(4), 7–5 |
| 8.   | Лип 2001 | Італія F8, Трані                    | Ф'ючерс    | Ґрунт    | Мігель Міранда        | Рафаел де Меса Ніколас Тодеро            | 7–5, 7–6(3)      |
| 1.   | Лип 2002 | Oberstaufen Challenger, Оберштауфен | Челленджер | Ґрунт    | Рікарду Шлахтер       | Патрісіо Аркес Серхіо Ройтман            | 6–2, 6–4         |